# Saint-Étienne modèle 1907
Сен-Этьен образца 1907 года (фр. Saint-Étienne Mle 1907) — станковый пулемёт французского производства начала XX века. Наибольшее распространение получил во французской армии во время Первой мировой войны.

## Эксплуатанты
- Франция
- Сербия
- Греция: Поставлялись во время Первой мировой войны. Позже применялись во Второй греко-турецкой[2] и итало-греческой войнах.[3]
- Италия[4]
- Румыния[5]
- Вторая Испанская Республика
- США: использовался как зенитный в частях Американского экспедиционного корпуса[6]
- Россия: Белая армия
- Китайская Республика[7]